# Pere Sabaté i Curto
Pere Sabaté i Curto (Tortosa, 1887- Badalona, 1943) fou un industrial i polític d'origen tortosí però establert a Badalona, alcalde de la localitat durant la dictadura de Primo de Rivera, des de 1924 a 1930.

## Biografia
Fabricant de licors, propietari de la marca Anís Diana. Abans de la dictadura de Primo de Rivera, havia tingut una experiència política curta i sobretot conflictiva dins la candidatura de la Conjunció Badalonina.

### Alcalde de Badalona
El 1923, el Directori Militar destituí els ajuntaments, i els substituïren per vocals associats. Després d'un curt període, en què fou alcalde Josep Fonollà i Sabater, el 24 de març de 1924 accedia a la direcció de l'Ajuntament Pere Sabaté.
El seu consistori significà una estabilitat després d'un període de canvis constants. Tot i que els cessaments i les dimissions estigueren a l'ordre del dia, l'estil personalista de Sabaté i el suport d'alguns fidels incondicionals, com Enric Mir i Carreras, home de negocis i soci de Joan Gamper, que garantiren la continuïtat del govern municipal.
El consistori de Pere Sabater i Curto es basà en la construcció d'obres públiques, que era la general de la mateixa dictadura, encara que també cal tenir en compte les necessitats d'una ciutat en constant creixement, per la qual cosa es portaren a terme aportacions de subvencions estatals i es feren emissions d'emprèstits. Això deixaria a la ciutat endeutada i el seu govern criticat.
Tanmateix també es dedicà a afalagar a les autoritats del règim en les seves visites a Badalona: Alfons XIII i els generals Primo de Rivera, Martínez Anido, Milans del Bosch i Emilio Barrera. Els quatre generals foren nomenats fills adoptius de Badalona i se’ls dedicà un carrer a cadascun d'ells. A canvi, Sabaté fou reconegut com un dels millors alcaldes d'Espanya i li atorgaren diversos reconeixements.
Entre les obres públiques, destaquen l'Escola Ventós Mir, iniciada el 1924 i acabada dos anys més tard, visitada per Alfons XIII el 1927; el Mercat Torner, segon mercat municipal de la ciutat. També es dugueren a terme la canalització d'algunes rieres i un nou projecte d'eixamplament de la ciutat de mans de Josep Fradera. Amb el temps, es posà en relleu les deficiències d'algunes de les seves obres o la impossibilitat de dur a terme alguns dels projectes, com és el cas del Pla Fradera.
Amb la caiguda de la dictadura, es constituí un nou Ajuntament, proclamat per Enric Mir el 26 de febrer de 1930. El regidor de més edat, Baldomero Sanmartín ocupà l'alcaldia interina fins al 8 de març i Lluís Ysamat fins a la proclamació de la República.